# أولاد محند فطومة (بني وكيل أولاد امحند)
أولاد محند فطومة هي إحدى مشيخات المملكة المغربية، تتبع جغرافيا لإقليم الناظور وإداريًا لبني وكيل أولاد امحند. يقدر عدد سكانها بـ 6816 نسمة حسب الإحصاء الرسمي للسكان والسكنى لسنة 2004.